# Pseudophosphorus norrisii
Pseudophosphorus norrisii är en skalbaggsart som först beskrevs av John Obadiah Westwood 1836.  Pseudophosphorus norrisii ingår i släktet Pseudophosphorus och familjen långhorningar.
Artens utbredningsområde är:
- Nigeria.
- Sierra Leone.

Inga underarter finns listade i Catalogue of Life.